# Léon Teisseire
Pour les articles homonymes, voir Teisseire.
Léon Teisseire, né  le 12 avril 1907 à Nice (Alpes-Maritimes) et mort le 11 mars 1971 à Nice (Alpes-Maritimes), est un homme politique français.

## Biographie
Fils d'un commerçant niçois, Léon Teisseire suit des études de droit à Paris puis, après son passage à l'école libre des sciences politiques, devient avocat dans sa ville natale.
Il entre en politique dans le sillage du gaullisme, adhérent au RPF dès la création de celui-ci. Premier adjoint au maire de Nice, Jean Médecin, de 1947 à 1953, il est élu conseiller de la République en 1948 et, au sein du Conseil de la République, siège sur les bancs du groupe de l'action démocratique et républicaine.
Il est nommé secrétaire du Conseil de la République les 25 novembre 1948 et 11 janvier 1949,.
Conseiller général des Alpes-maritimes en 1951, réélu sénateur en 1955, il soutient le retour de Charles de Gaulle au pouvoir en 1958.
Ayant abandonné l'assemblée départementale cette même année, il se présente aux législatives de novembre sous l'étiquette de l'UNR, dans la circonscription où se représente le sortant Edouard Corniglion-Molinier, gaulliste "atypique", proche des radicaux mendésistes.
Elu, il n'intervient que peu dans la vie parlementaire. En 1959, il retrouve le conseil municipal de Nice puis, l'année suivante, un siège de conseiller général à l'occasion d'une partielle.
L'année suivante, cependant, il est battu aux élections départementales par Fernand Icart. En rupture politique avec Jean Médecin, qui a voté la censure du gouvernement Pompidou, mais aussi avec une partie des gaullistes locaux, qui reviennent vers Corniglion-Molinier, il est battu par ce dernier aux législatives de 1962.
Léon Teisseire quitte alors l'UNR, estimant avoir été trahi. Réélu conseiller municipal de Nice en 1965, il tente de revenir à l'Assemblée nationale en 1967, mais n'obtient que 6 % des voix.
Il meurt en 1971, à l'âge de 63 ans.

## Mandats
- Conseiller de la République et sénateur des Alpes-Maritimes (1948-1959)
- Député de la Troisième circonscription des Alpes-Maritimes (1958-1962)
- Conseiller général du Canton de Nice-2 (1951-1958)
- Premier adjoint au maire de Nice (1947-1953)